# Suka Mulya (Palas)
Suka Mulya is een bestuurslaag in het regentschap Lampung Selatan van de provincie Lampung, Indonesië. Suka Mulya telt 2726 inwoners (volkstelling 2010).